# Патологическая анатомия слюнных желёз
Сиалоаденопати́и — различные патологические изменения, развивающиеся в слюнных железах.

## Пороки развития
Пороки развития слюнных желёз встречаются редко. Различают аномалии размера желёз, их расположения, аномалии выводных протоков и ряд других пороков.

### Аномалии размера и аномалады жаберных дуг
1. Агенезия и аплазия слюнных желёз — отсутствие желёз.
2. Врождённая гиперплазия (врождённая гипертрофия) — увеличенные слюнные железы.
3. Врождённая гипоплазия — недоразвитие слюнных желёз. Односторонняя гипоплазия больших слюнных желёз наблюдается при аномаладах жаберных дуг. Аномаладом (термин введён в 1975 г. D. Smith) называется комплекс вторичных пороков, сформировавшихся из одного первичного. Первичный порок развития органа — порок, формирующийся под действием тератогенных факторов. Вторичный порок развития органа — порок, возникающий в результате первичного порока. От аномалада необходимо отличать множественные пороки развития органов — комплекс первичных пороков. В стоматологии основное значение имеют аномалад первой жаберной дуги (первожаберный синдром) и аномалад первой и второй жаберных дуг (внутриутробный некроз лица).
Аномалад первой жаберной дуги — гемигипоплазия тканей лица (мягких тканей и костей), в том числе и слюнных желёз. Отсутствует только передняя треть ушной раковины, задние две трети сохранены, но могут быть деформированы.
Аномалад первой и второй жаберных дуг проявляется также, как и первожаберный синдром, но ушная раковина и наружный слуховой проход отсутствуют (могут формироваться рудименты мочки или кожно-хрящевой валик).

### Аномалии расположения
1. Гетеротопия — нетипичное расположение малых слюнных желёз [наиболее часто встречается гетеротопия малых слюнных желёз в область красной каймы губ; изредка обнаруживается гетеротопия малых слюнных желёз в слизистые оболочки полости носа, гайморовой пазухи, глотки и гортани, в лимфатические узлы, челюстные кости, поэтому в этих тканях могут развиваться первичные опухоли слюнных желёз]. Аномальное расположение больших слюнных желёз обозначается термином эктопия. В целом гетеротопию и эктопию часто объединяют в понятие дистопия.
2. Гетеротопия сальных желёз в слюнные железы выявляется у 10% людей в околоушных железах и у 6% — в нижнечелюстных (гетеротопия сальных желёз в слизистую оболочку полости рта — гранулы Фордайса — встречаются ещё более часто; также обнаруживается гетеротопия сальных желёз в интрапаротидные и перипаротидные лимфатические узлы). Из дистопированных сальных клеток могут развиться опухоли с признаками сальной дифференцировки.
3. Акцессорные (добавочные) слюнные железы [описаны добавочные слюнные железы в мягких тканях шеи и в области угла нижней челюсти].

### Аномалии выводных протоков
1. Атрезия выводного протока — отсутствие протока.
2. Врождённый стеноз протока — сужение протока.
3. Врождённая эктазия протока — расширение протока.
4. Аномалии ветвления протоков.
5. Врождённые слюнные свищи (фистулы) — аномально расположенные выводные протоки слюнных желёз (дистопия протоков), открывающиеся на коже лица или шеи. По слюнным свищам на поверхность кожи выделяется слюна. Свищ может сформироваться при врождённом дефекте стенки протока.
6. Врождённый поликистоз околоушных желёз — частичная или полная кистозная трансформация протоков околоушных желёз.

### Другие аномалии слюнных желёз
Орган Хивитца (околоротовой орган) — персистирующий одонтогенный эпителий в виде со́лидного узелка диаметром до 1 см, расположенного в воротах околоушной железы (встречается у 25% людей). Внешне и при пальпации может напоминать увеличенный лимфоузел, микроскопически представляет собой компактное скопление многослойного плоского эпителия с признаками умеренновыраженного полиморфизма клеток и их ядер.

## Сиалоадениты
Сиалоадени́ты — воспалительные поражения слюнных желёз.

### Классификация
I. Нозологическая самостоятельность
1. Первичные сиалоадениты — сиалоадениты, рассматриваемые в качестве самостоятельных заболеваний (например, эпидемический паротит).
2. Вторичные сиалоадениты — сиалоадениты, являющиеся осложнениями или проявлениями других заболеваний (например, сиалоаденит при гриппе).

II. Этиологический принцип
1. Сиалоадениты, развивающиеся под влиянием факторов физической природы (травматический сиалоаденит, лучевой сиалоаденит).
2. Сиалоадениты, развивающиеся под действием химических факторов (токсические сиалоадениты).
3. Инфекционные сиалоадениты (пути проникновения инфекта в слюнные железы: стоматогенный [через протоки желёз], контактный [с окружающих железы мягких тканей], ангиогенный [гематогенный и лимфогенный]).
4. Аллергические и аутоиммунные сиалоадениты.
5. Обструктивные сиалоадениты, развивающиеся при затруднении оттока слюны при обструкции (закупорке) выводного протока камнем или сгустившимся секретом, а также вследствие рубцового стеноза протока. Основным вариантом обструктивного сиалоаденита является калькулёзный сиалоаденит (сиалолитиаз).

Инфекционные сиалоадениты:
- Вирусные (например, эпидемический паротит, цитомегаловирусный сиалоаденит, гриппозный сиалоаденит, сиалоаденит при бешенстве).
- Бактериальные (например, туберкулёзный, сифилитический, актиномикотический).
- Грибковые (микотические).

Аллергические и аутоиммунные сиалоадениты:
- Рецидивирующий аллергический сиалоаденит — рецидивирующий (весной и летом с интервалом 1—3 года) сиалоаденит у лиц с различной аллергической патологией, протекающий легко, без признаков общей интоксикации, но с выраженной эозинофилией крови и тканей.
- Саркоидоз слюнных желёз — хронический сиалоаденит неясной этиологии с образованием в ткани слюнных желёз эпителиоидноклеточных гранулём.
- Синдром Хеерфордта (увеопаротит) [некоторыми авторами рассматривается как проявление саркоидоза].
- Болезнь и синдром Съёгрена.

III. Анатомическая локализация
1. Макросиалоаденит — воспалительное поражение больших слюнных желёз.
2. Микросиалоаденит — воспалительный процесс в малых слюнных железах (нёбных, щёчных, язычных, губных), в частности, гландулярный хейлит.

Макросиалоадениты:
- Пароти́т — воспаление околоушной железы.
- Субмандибули́т — воспаление поднижнечелюстной железы.
- Сублингви́т — воспаление подъязычной железы.

IV. Наличие или отсутствие поражения паренхимы
1. Интерстициальный сиалоаденит — сиалоаденит, при котором изменения формируются в строме органа в виде клеточной воспалительной инфильтрации, полнокровия сосудов и отёка (например, эпидемический паротит).
2. Паренхиматозный сиалоаденит — сиалоаденит, при котором патологический процесс захватывает не только строму, но и паренхиму железы (например, цитомегаловирусный сиалоаденит).

V. Характер воспаления и его исход
1. Серозные сиалоадениты
2. Гнойные сиалоадениты
3. Геморрагические сиалоадениты
4. Межуточные сиалоадениты
5. Гранулёматозные сиалоадениты
6. Деструктивный сиалоаденит (гангрена слюнной железы)
7. Фибропластический сиалоаденит.

Фибропластический сиалоаденит:
- Без деформации железы
- С рубцовой деформацией железы (с развитием цирроза слюнной железы).

VI. Распространённость процесса в слюнной железе
1. Очаговый сиалоаденит
2. Диффузный сиалоаденит
3. Сиалодохи́т — воспаление выводного протока слюнной железы.

VII. Течение процесса
1. Острые сиалоадениты
2. Хронические сиалоадениты.

### Острый гнойный сиалоаденит
Возбудителем процесса является неспецифическая гноеродная кокковая микрофлора, прежде всего стафилококки.
Гнойный сиалоаденит протекает в следующих формах:
- Солитарный абсцесс слюнной железы
- Апостематозный сиалоаденит
- Флегмонозный сиалоаденит.

Факторы риска:
- Системная дегидратация (стаз слюны)
- Хронические заболевания и/или иммунодефицитные состояния
  - Печёночная недостаточность
  - Почечная недостаточность
  - Гипотиреоз
  - Недостаточность питания
  - ВИЧ-инфекция
  - Болезнь и синдром Шегрена
- Опухоли (компрессия протока)
- Сиалэктазия (дилатация слюнных протоков) повышает риск ретроградной контаминации (характерна для кистозного фиброза и пневмопаротита)
- Младенческий и старческий возраст
- Недостаточная гигиена полости рта
- Камни и стриктуры протоков
- Отсутствие слюноотделения при жевании.

### Эпидемический паротит (паротитная инфекция)
Эпидемический паротит (паротитная инфекция) — заболевание, вызываемое РНК-содержащим вирусом из семейства парамиксовирусов (Paramyxoviridae). Источником инфекции является только больной человек. Механизм заражения — аэрозольный с воздушно-капельным путём передачи инфекции. Пик заболеваемости приходится на возраст 3—6 лет.
Поражение слюнных желёз. Наиболее часто формируется паротит, чаще двусторонний. Но встречаются формы без клинически выраженного поражения слюнных желёз («паротит без паротита»). В четверти случаев возникает субмаксиллит, как правило, в сочетании с паротитом, иногда изолированно. В 5% случаев страдает подъязычная слюнная железа (сублингвит). В процесс вовлекаются также малые слюнные железы (микросиалоадениты). Слюнные железы увеличиваются, что связано с воспалительными изменениями: отёком, полнокровием сосудов и клеточной инфильтрацией (интерстициальный сиалоаденит).
Симптом Мурсу́. Симптом Мурсу́ (Мурсо́на) — важнейший ранний диагностический признак в виде гиперемии слизистой оболочки щеки вокруг устья стенонова протока. Он может появиться уже в конце инкубационного периода, но чаще в первые дни клинических проявлений болезни и сохраняется в течение 4—6 дней. Из паротитов другой этиологии он наблюдается при рецидивирующем аллергическом паротите.
Кроме слюнных желёз при паротитной инфекции поражаются и другие органы: железы половой системы (прежде всего яички), поджелудочная железа (острый серозный панкреатит), щитовидная железа (острый серозный тиреоидит), почки (гломерулонефрит), миокард (интерстициальный миокардит), суставы (серозный синовит), нервная система, внутреннее ухо.
Исход заболевания в подавляющем большинстве случаев благоприятный. Изредка может наступить смерть, как правило, вследствие поражения ЦНС (энцефалит, миелит, восходящий паралич Ландри). Иногда формируются тяжёлые остаточные (резидуальные) явления в виде сахарного диабета, полной глухоты в исходе паротитного лабиринтита (чаще односторонней) и бесплодия (в основном мужского на фоне атрофии сперматогенного эпителия в исходе паротитного орхита). Атрофия сперматогенного эпителия является существенным фактором риска в отношении развития у мужчины в зрелом возрасте рака молочной (грудной) железы. Паротитная инфекция у беременной женщины может привести к преждевременному прерыванию беременности, а также к возникновению такого заболевания детей как фиброэластоз эндокарда, при котором дети рано погибают при явлениях сердечной недостаточности. Не исключается тератогенное действие вируса эпидемического паротита — участие в развитии уродств головного мозга (гидро- и микроцефалии), а также злокачественных опухолей (канцерогенное действие), в частности, острых лейкемий у детей первых лет жизни.

### ВИЧ-ассоциированная болезнь слюнных желёз
ВИЧ-ассоциированной болезнью слюнных желёз называют приобретённую кистозную трансформацию этих органов на фоне выраженной пролиферации в них лимфоидной ткани.
Как правило, процесс ограничивается околоушными железами. В ряде случаев такое поражение околоушных желёз становится первым признаком манифестации ВИЧ-инфекции. Изменения в ткани слюнных желёз при этом нельзя считать патогномоничными для ВИЧ-инфекции; они встречаются и при других заболеваниях (при миоэпителиальном сиалоадените, при болезни и синдроме Съёгрена), но крайне редко, поэтому при обнаружении приобретённого поликистоза околоушных желёз необходимо исключить прежде всего ВИЧ-инфекцию.
Макроморфологическая картина. Околоушные железы увеличены (реже поражение одностороннее), часто в сочетании с шейной лимфаденопатией. Увеличение желёз происходит обычно медленно и безболезненно. На разрезе в ткани железы видны множественные кисты.
Микроморфологическая картина. Кисты выстланы многослойным плоским неороговевающим эпителием. Они представляют собой резко расширенные протоки. Пространство между кистами заполнено лимфоидной тканью с признаками резко выраженной гиперплазии, поэтому такие кисты называются лимфоэпителиальными. Паренхима железы вытеснена разрастающейся лимфоидной тканью и атрофирована.

### Цитомегаловирусная инфекция
Заболевание вызывает цитомегаловирус (ЦМВ) — ДНК-вирус из семейства Herpesviridae. Вирус способен поражать различные органы, но обладает выраженным тропизмом к эпителию слюнных желёз. Инфицирование может произойти уже во внутриутробном периоде. Цитомегаловирусная инфекция, особенно у детей старшего возраста и у взрослых, может быть проявлением ВИЧ-инфекции (ВИЧ-индикаторное заболевание). Различают генерализованную и локализованную формы цитомегаловирусной инфекции. Локализованная форма чаще проявляется цитомегаловирусным сиалоаденитом.
Цитомегаловирусный сиалоаденит обычно протекает хронически. При этом в строме слюнных желёз развивается фиброз, происходит атрофия паренхиматозных элементов и формируется функциональная недостаточность желёз в виде гипосиалии (уменьшение слюноотделения). Гипосаливация способствует различным инфекционным процессам в тканях полости рта (кариес, пародонтит, стоматит).
Микроморфологическая картина. Инфицированные цитомегаловирусом клетки резко увеличиваются, прежде всего за счёт ядра, где концентрируются вирусные частицы. Центр ядра занимает крупное базофильное вирусное включение, гетерохроматин располагается у внутренней поверхности кариолеммы, между включением и хроматином выявляется светлая зона. Такой вид ядра сравнивают с «глазом совы» или с «глазом быка». В слюнных железах чаще ЦМВ-трансформированными клетками является эпителий вставочных протоков. Диагностические для цитомегаловирусной инфекции клетки можно обнаружить не только в тканевых срезах, но и при лабораторном исследовании биологических жидкостей, прежде всего слюны, мочи и ликвора.

### Болезнь и синдром Шёгрена
Болезнь Шёгрена (первичный синдром Сьёгрена) — аутоиммунное заболевание неизвестной этиологии с поражением слюнных (аутоиммунный сиалоаденит) и слёзных (аутоиммунный дакриоаденит) желёз. Аутоиммунный сиалоаденит сопровождается атрофией паренхимы, развитием гипо- и асиалии, ксеростомии и стоматита. Аутоиммунный дакриоаденит также приводит к атрофии паренхимы и сухому кератоконъюнктивиту вследствие уменьшения секреции слёзной жидкости.
Синдром Шёгрена (вторичный синдром Сьёгрена) — сочетание аутоиммунного сиалоаденита и аутоиммунного дакриоаденита с какими-либо диффузными болезнями соединительной ткани (ревматоидным артритом, системной красной волчанкой, дерматомиозитом, склеродермией, узелковым полиартериитом и др.).
В 90 % случаев болезни и синдрома Шёгрена болеют женщины. Средний возраст начала болезни — 45 лет. Классическое описание процесса принадлежит шведскому офтальмологу Ге́нрику Ко́нраду Шё́грену (1933). В клинической практике для диагностики используется тест Ширмера: две лакмусовые бумажные полоски (5 на 35 мм) помещаются под веки на 5 мин. Тест считается положительным, если слёзная жидкость пропитывает индикатор не более чем на 5 мм. Чувствительность и специфичность метода — 85 %.
Прижизненная патологоанатомическая диагностика заключается в исследовании биоптата губы. Для этого проводится горизонтальная инцизия слизистой оболочки губы (один фрагмент размером примерно 1,5 на 2,0 см), исключая область средней линии, где мало желёз. В материале правильно выполненной биопсии должно содержаться не менее 5 желёз. При микроморфологическом исследовании проводится полуколичественная оценка в ткани желёз очагов лимфоцитарной инфильтрации.

### Миоэпителиальный сиалоаденит
Миоэпителиальным сиалоаденитом называют патологический процесс, ранее обозначавшийся как доброкачественное лимфоэпителиальное поражение. Термин доброкачественное лимфоэпителиальное поражение впервые применил J. T. Godwin в 1952 г., заменив понятие болезнь Микулича. Миоэпителиальный сиалоаденит, как правило, развивается у больных синдромом Съёгрена.
Макроморфологически поражение сопровождается уплотнением и периодическим увеличением слюнных желёз. При микроскопическом исследовании в строме железы появляется лимфоидная ткань, которая при обострении процесса подвергается гиперплазии. Паренхима органа при этом атрофируется. Сохранившийся эпителий протоков и миоэпителиальные клетки пролиферируют с образованием так называемых эпимиоэпителиальных островков (отсюда и название болезни).

### Некротизирующая сиалометаплазия (инфаркт слюнных желёз)
Некротизирующая (некротическая) сиалометаплазия — реактивный воспалительный процесс, развивающийся в ответ на ишемический инфаркт слюнных желёз (демаркационное воспаление). Процесс описан в 1973 г. A. M. Abrams и соавторами. Термин некротизирующая сиалометаплазия предпочитают американские патологи, в Европе это заболевание чаще называют инфарктом слюнных желёз. В более чем 75% наблюдений поражаются малые слюнные железы твёрдого нёба. Как правило, процесс односторонний. Описаны случаи некротизирующейся сиалометаплазии в гетеротопированных слюнных железах в слизистой оболочке носа, гайморовой пазухи и гортани. Заболевание может развиться после травмы, инъекций анестетиков, под влиянием расположенных рядом кист и опухолей, через несколько дней после оперативных вмешательств.
Макроморфологическая картина. Очаг поражения вначале представляет собой припухлость, возвышающуюся над поверхностью слизистой оболочки, затем на его месте в течение нескольких дней образуется кратерообразная язва диаметром 1—5 см. Процессы репарации протекают медленно, в среднем 3 недели. Полное выздоровление наступает в зависимости от размера поражения через 3—12 недель.
Микроморфологическая картина. Помимо некроза ацинусов, выявляется сквамозная (плоскоклеточная) метаплазия эпителия протоков (отсюда название болезни) и гиперплазия, нередко выраженная, слизистых клеток. В больших слюнных железах некротизирующая сиалометаплазия протекает с менее распространёнными деструктивными изменениями. При этом доминируют процессы атрофии и фиброза.

### Калькулёзный сиалоаденит (сиалолитиаз)
Калькулёзный сиалоаденит (сиалолитиаз) проявляется образованием в выводных протоках железы камней (конкрементов). В основном сиалолитиаз (слюнно-каменная болезнь) развивается в подчелюстных железах. Способствуют образованию камней застой слюны, вызванный различными причинами (гипокинезией протоков, сиалодохитом, инородными телами, рубцовым стенозом протоков), предшествующее воспаление и увеличение вязкости слюны. Камень образуется при насыщении органической основы (матрицы) различными минеральными соединениями, прежде всего солями кальция (фосфаты и карбонат). Органическая матрица чаще состоит из уплотнённой слизи и клеток (нейтрофильных гранулоцитов, десквамированных клеток эпителия протоков, макрофагов). Слюнные камни различаются по величине (от песчинок до нескольких сантиметров в максимальном измерении), форме (овальные или коралловидные) и цвету (белесовато-серые, серовато-жёлтые). На фоне обструкции выводных протоков железы камнем развивается хронический сиалоаденит, обострения которого, как правило, протекают в виде гнойного процесса. В исходе калькулёзного сиалоаденита обычно формируется цирроз (рубцовая деформация) слюнной железы.

### Лучевой сиалоаденит
Лучевой сиалоаденит возникает при лучевой терапии злокачественных опухолей головы и шеи, если в объём облучаемых тканей попадает слюнная железа. Даже низкие дозы радиации (10 Гр) вызывают разрушение секреторных клеток слюнных желёз. Особенно радиосенситивны сероциты. Лучевой сиалоаденит проявляется болезненной припухлостью в течение первых суток после облучения. В последующем развивается атрофия облучённой паренхимы железы и, как следствие, гипо- или асиалия.

### Пневмосиалоаденит
Пневмосиалоаденит развивается при наличии в ткани слюнной железы воздуха при отсутствии бактериальной газообразующей инфекции. Воздух проникает в железу из полости рта при повышении там давления через стенонов проток. Пневмосиалоаденит характерен для ряда профессий, прежде всего для стеклодувов и музыкантов, играющих на духовых инструментах. Ткань железы освобождается от воздуха через несколько минут, часов, иногда дней. При пальпации железы определяется крепитация. Возможно развитие вторичного гнойного процесса.

## Первичные опухоли и опухолеподобные поражения
Опухоли слюнных желёз подразделяются на две группы: эпителиальные и неэпителиальные. Эпителиальные опухоли преобладают у взрослых (95%). У детей в слюнных железах эпителиальные и неэпителиальные опухоли встречаются одинаково часто. Помимо истинных опухолей в слюнных железах развиваются процессы, напоминающие опухоли (опухолеподобные поражения).
Эпителиальные опухоли. Среди эпителиальных опухолей слюнных желёз различают доброкачественные новообразования, а также злокачественные — карциномы. Ранее выделялись в качестве особых разновидностей ациноклеточная и мукоэпидермоидная опухоли. В начале 90-х гг. они были отнесены в группу карцином.

### Доброкачественные эпителиальные опухоли
К доброкачественным эпителиальным новообразованиям слюнных желёз относят (1) папилломы протоков, (2) аденомы и (3) доброкачественную сиалобластому. В прошлом аденомы слюнных желёз делили на две группы: полиморфная аденома (самая частая аденома слюнных желёз) и мономорфные аденомы (все остальные). В настоящее время это деление оставлено, поскольку в группу мономорфных аденом были искусственно включены опухоли разного строения, происхождения и прогноза.

#### Папилломы протоков
Папилломы протоков — условный термин, принятый для обозначения группы аденом слюнных желёз, при которых происходит разрастание эпителия протоков в виде сосочковых (папиллярных) структур. Различают три типа папиллом протоков: внутрипротоковая папиллома, инвертированная протоковая папиллома и папиллярная сиалоаденома.
1. Внутрипротоковая папиллома — сосочковое разрастание эпителия протока слюнной железы. Ткань опухоли при этом располагается исключительно в просвете кистозно расширенного протока.
2. Инвертированная протоковая папиллома — сосочковое разрастание эпителия устья выводного протока слюнной железы, вследствие чего опухолевая ткань в виде узелка/узелков вдаётся в собственную пластинку слизистой оболочки полости рта.
3. Папиллярная сиалоаденома — экзофитная сосочковая опухоль, расположенная в выводном протоке слюнной железы и возвышающаяся над поверхностью слизистой оболочки полости рта.

#### Аденомы
1. Плеоморфная аденома (смешанная опухоль)
Плеоморфная (полиморфная) аденома (смешанная опухоль слюнных желёз) — аденома слюнных желёз, построенная из двух типов клеток: эпителия протоков и миоэпителиоцитов. Самая распространённая опухоль слюнных желёз.
Макроморфологическая картина. Опухоль обычно представляет собой эластичный или плотный узел дольчатой серовато-белой ткани, как правило, инкапсулированный частично.
Микроморфологическая картина. Ткань новообразования построена из двух типов клеток: (1) эпителиоцитов, формирующих железистые структуры, и (2) миоэпителиальных клеток, образующих богатую межклеточным веществом строму. Типичной для плеоморфной аденомы является так называемая хондроидная строма, напоминающая гиалиновый хрящ.
Осложнения оперативного вмешательства. К осложнениям оперативного удаления опухоли относятся (1) развитие рецидива, (2) повреждение ветвей лицевого нерва и (3) синдром Фре́я—Болларже́ (Дюпюи́) (в честь Лусии  Фрей, иногда употребляют название синдрома Баярже, синдрома Фрей-Баярже или синдрома Дюпюи).
Рецидив. Удаление плеоморфной аденомы необходимо проводить в пределах здоровых тканей. Даже в случае правильно выполненной операции возникают рецидивы в 1—8% наблюдений. Энуклеация опухоли (рассечение капсулы с последующим вылущиванием или аспирацией содержимого) недопустима, т.к. при этом значительно повышается риск рецидива. Хирургическое лечение рецидивной смешанной опухоли значительно сложнее, поскольку она обычно представлена множественными, нередко отделёнными друг от друга узелками. Кроме того, рецидив увеличивает риск малигнизации аденомы, а также ещё более увеличивает риск повреждения ветвей лицевого нерва, т.к. при этом возникает необходимость в повторном хирургическом вмешательстве. Более того, обычно рецидивная опухоль формируется в рубцовой ткани, которая в свою очередь может быть прочно сращена с лицевым нервом, что усложняет проведение операции. Как правило, смешанные опухоли рецидивируют через более чем 5 лет после хирургического вмешательства, поэтому за такими больными следует продолжать наблюдение длительное время.
Травма ветвей лицевого нерва приводит к парезу или параличу мышц лица.
Синдром Фре́я—Болларже́ известен также как синдром Дюпюи́ или аурикулотемпоральный синдром. Он представляет собой комплекс нервно-вегетативных гомолатеральных симптомов при поражении околоушной железы (паротит, паротидэктомия): внезапное покраснение лица, местный гипергидроз (повышенное потоотделение) и жгучая боль. Эти симптомы нередко появляются во время еды.
2. Доброкачественная миоэпителиома
Доброкачественная миоэпителиома — аденома, образованная исключительно миоэпителиальными клетками (некоторые авторы допускают наличие небольшого количества протоковых эпителиоцитов).
3. Опухоль Уортина (аденолимфома)
Опухоль Уо́ртина — аденома, в которой образуются множественные кистозные полости, покрытые двуслойным эпителием. В просвет кист вдаются сосочки. В строме опухоли происходит выраженная пролиферация лимфоидной ткани. Эта опухоль почти исключительно развивается в околоушной железе. Согласно наиболее распространённой концепции патогенеза опухоли Уортина, она формируется из гетеротопированных слюнных протоков, расположенных в интра- или перипаротидной лимфоидной ткани. Эта концепция также объясняет склонность опухоли поражать именно околоушные железы. В отличие от других слюнных желёз околоушная в норме содержит лимфоидную ткань в виде небольших интрапаротидных лимфоузлов (изучая серийные срезы, можно выявить в среднем до 20 интрапаротидных лимфоузлов). Важнейшей причиной развития этого новообразования являются канцерогены табачного дыма. Риск возникновения опухоли Уортина у курящих в 11 раз выше, чем у некурящих.
4. Доброкачественная онкоцитома (оксифильная аденома)
Доброкачественная онкоцитома (оксифильная аденома) — аденома слюнных желёз, паренхима которой образована крупными клетками с зернистой эозинофильной цитоплазмой (онкоцитами). Зернистость цитоплазмы обусловлена гиперплазией митохондрий. Почти в 95% случаев эта опухоль обнаруживается у лиц старше 50 лет (онкоцитарная трансформация железистых клеток — возрастное изменение). Наиболее характерным макроскопическим признаком является коричневый цвет опухолевой ткани.
5. Базальноклеточная аденома
Базальноклеточная аденома — аденома слюнных желёз, построенная из клеток, напоминающих базальные клетки многослойного плоского эпителия.
6. Канальцевая аденома
Канальцевая аденома — аденома, образованная преимущественно узкими ветвящимися тяжами опухолевых клеток, расположенными в рыхлой строме.
7. Аденома и лимфаденома с признаками сальной дифференцировки
Несмотря на то, что гетеротопия сальных желёз в слюнные железы встречается часто, опухоли из гетеротопированных сальных клеток развиваются крайне редко. Такую опухоль называют аденомой с признаками сальной дифференцировки (сальной аденомой). Если строма новообразования содержит лимфоидную ткань, опухоль обозначают как лимфаденому с признаками сальной дифференцировки (сальную лимфаденому).
8. Цистаденома
Цистаденома — аденома слюнных желёз, в ткани которой обнаруживаются кисты (моно- и мультикистозные цистаденомы). Полость кисты/кист может быть заполнена опухолевой тканью.

#### Доброкачественная сиалобластома
Доброкачественная сиалобластома — врождённая или формирующаяся вскоре после рождения опухоль слюнных желёз. В случае крупных врождённых сиалобластом осложняется процесс родов. Микроскопически сиалобластома образована островками базалоидных клеток. После удаления опухоль нередко рецидивирует.

### Карциномы

#### Аденокарциномы
1. Ациноклеточная аденокарцинома
Ациноклеточная аденокарцинома — аденокарцинома, клетки которой напоминают серозные клетки ацинусов слюнных желёз. Ранее это новообразование называлось ациноклеточной опухолью. Помимо слюнных желёз ациноклеточная аденокарцинома первично может развиваться и в челюстных костях (центральная ациноклеточная аденокарцинома). Степень злокачественности опухоли различна и зависит от её размера, т.е. стадии заболевания.
2. Базальноклеточная аденокарцинома
Базальноклеточная аденокарцинома — злокачественный аналог базальноклеточной аденомы (опухоль низкой степени злокачественности).
3. Муцинозная аденокарцинома
Муцинозная аденокарцинома — аденокарцинома низкой степени злокачественности с выраженным накоплением внеклеточной слизи (муцина).
4. Полиморфная аденокарцинома низкой степени злокачественности
Полиморфная аденокарцинома низкой степени злокачественности встречается практически только в малых слюнных железах.
5. Светлоклеточная аденокарцинома
Светлоклеточная аденокарцинома — опухоль, образованная клетками с оптически пустой (светлой) цитоплазмой, главным образом за счёт накопления в ней гликогена. Светлоклеточная аденокарцинома — опухоль низкой степени злокачественности.
6. Аденокарцинома и лимфаденокарцинома с признаками сальной дифференцировки
Аденокарцинома и лимфаденокарцинома с признаками сальной дифференцировки — злокачественные аналоги сальных аденомы и лимфаденомы (опухоли промежуточной степени злокачественности).
7. Цистаденокарцинома
Цистаденокарцинома — злокачественный аналог цистаденомы, чаще всего развивается в результате малигнизации ранул (ретенционных кист дна полости рта). Цистаденокарцинома — рак низкой степени злокачественности.
8. Неспецифическая аденокарцинома
Неспецифическая аденокарцинома — собирательный термин, которым обозначают все первичные аденокарциномы слюнных желёз, если их не удаётся отнести к перечисленным выше семи вариантам. Степень злокачественности различна.

#### Аденоидно-кистозная карцинома
Аденоидно-кистозная карцинома — карцинома слюнных желёз, построенная в основном из криброзных (аденоидно-кистозных) структур. Синонимы: аденокистозная карцинома, цилиндрома (термин цилиндрома употреблять не рекомендуется, т.к. возможна ошибочная ассоциация с доброкачественной эккринной кожной цилиндромой). Аденоидно-кистозная карцинома различна по клиническому течению, поэтому выделяют опухоли низкой и высокой степени злокачественности.

#### Плоскоклеточная карцинома
Плоскоклеточная карцинома — вариант карциномы слюнных желёз, опухолевые клетки при котором дифференцируются в направлении многослойного плоского эпителия. Подобно плоскоклеточному раку других локализаций выделяют высокодифференцированную (ороговевающую) и низкодифференцированную (неороговевающую) плоскоклеточную карциному.

#### Аденосквамозная карцинома
Аденосквамозная карцинома — карцинома, представленная плоскоклеточными и железистыми структурами. Опухоль высокозлокачественная.

#### Мукоэпидермоидная карцинома
Мукоэпидермоидная карцинома — карцинома, образованная плоскоклеточным и железистым (слизь-образующим) компонентами, формирующими единый эпителиальный комплекс. Мукоэпидермоидная карцинома, развивающаяся первично в челюстных костях называется центральной. Ранее мукоэпидермоидная карцинома называлась мукоэпидермоидной опухолью. Новообразование подразделяют на три варианта: высокой, промежуточной и низкой злокачественности. Макроморфологически мукоэпидермоидная карцинома может выглядеть со́лидной или кистозной. Чем меньше представлен в ней кистозный компонент, тем опухоль более злокачественная.

#### Онкоцитарная карцинома
Онкоцитарная карцинома — злокачественный аналог онкоцитарной аденомы. В качестве синонимов используются термины онкоцитарная аденокарцинома и злокачественная онкоцитома. Опухоль является высокозлокачественной.

#### Карцинома слюнных протоков
Карцинома слюнных протоков (протоковая карцинома) — высокозлокачественная опухоль, построенная из инвазивно растущих протоковых структур.

#### Злокачественная смешанная опухоль
Термин злокачественная смешанная опухоль (или злокачественные смешанные опухоли) объединяет три самостоятельных варианта новообразований: наиболее часто встречающуюся карциному из смешанной опухоли (плеоморфной аденомы) и исключительно редкие карциносаркому (истинную злокачественную смешанную опухоль) и метастазирующую смешанную опухоль.
1. Карцинома из смешанной опухоли — карцинома, развившаяся из смешанной опухоли путём озлокачествления эпителиального компонента этого новообразования. Степень злокачественности этой опухоли различна.
2. Карциносаркома — новообразование, представленное злокачественными эпителиальным и мезенхимальным компонентами. Опухоль высокозлокачественная.
3. Метастазирующая смешанная опухоль — злокачественное новообразование, первичный узел и метастазы которого микроскопически не отличимы от доброкачественной смешанной опухоли. В настоящее время поставить такой диагноз можно только при появлении метастазов.

#### Миоэпителиальная карцинома
Миоэпителиальная карцинома (злокачественная миоэпителиома) — злокачественный аналог доброкачественной миоэпителиомы. Опухоль промежуточной или высокой степени злокачественности.

#### Эпителиально-миоэпителиальная карцинома
Эпителиально-миоэпителиальная карцинома — карцинома низкой степени злокачественности, образованная как эпителиальными (формируют протоковые структуры), так и миоэпителиальными (расположены вокруг протоков и обычно преобладают) клетками.

#### Недифференцированные карциномы
Недифференцированными карциномами называют карциномы, клетки которых не образуют каких-либо структур.
1. Мелкоклеточная карцинома — недифференцированная карцинома, построенная из мелких опухолевых клеток с признаками нейроэндокринной дифференцировки. Высокозлокачественная опухоль.
2. Крупноклеточная карцинома — недифференцированная карцинома из крупных опухолевых клеток. Высокозлокачественная опухоль.
3. Лимфоэпителиальная карцинома — крупноклеточная карцинома с обильной лимфоидной стромой. Опухоль промежуточной (умеренной) злокачественности.

#### Злокачественная сиалобластома
Злокачественная сиалобластома — злокачественный аналог доброкачественной сиалобластомы; отличается инвазивным ростом и клеточной атипией.

### Неэпителиальные опухоли
Первичные неэпителиальные опухоли в слюнных железах встречаются редко. Среди доброкачественных наиболее часто развиваются гемангиома, лимфангиома, нейрофиброма и липома. Среди злокачественных неэпителиальных опухолей чаще обнаруживаются злокачественные лимфомы (они возникают, как правило, на фоне миоэпителиального сиалоаденита, болезни и синдрома Съёгрена).

### Опухолеподобные поражения

#### Кисты слюнных желёз
1. Мукоцеле — очаговое скопление слюны в слизистой оболочке полости рта. Различают два типа мукоцеле слюнных желёз: ретенционный тип (ретенционная киста малой слюнной железы, формирующаяся при задержке слюны в выводном протоке) и тип внутритканевой секреции, когда при травме стенки протока слюна поступает непосредственно в волокнистую ткань, окружающую железу. Мукоцеле дна полости рта называются также ранулами.
2. Кисты выводных протоков больших слюнных желёз — выраженная дилатация выводного протока вследствие задержки в нём секрета. Блокада оттока слюны может быть вызвана различными причинами: опухолью, камнем, уплотнившейся слизью, поствоспалительным стенозом вплоть до рубцовой облитерации просвета.

#### Сиаладеноз (сиалоз)
Сиалоз — неопухолевое и невоспалительное симметричное увеличение слюнных желёз вследствие гиперплазии и гипертрофии секреторных клеток. Исходом сиалоза нередко является липоматоз слюнной железы. Чаще поражаются околоушные железы у лиц обоего пола на 5—6-м десятилетиях жизни. Процесс имеет хроническое рецидивирующее течение.
Сиалоз встречается при ряде заболеваний и состояний:
- сахарном диабете
- гипотиреозе
- недостаточности питания
- алкоголизме
- циррозе печени
- гормональных нарушениях в пубертатном периоде и в менопаузе, прежде всего при гипоэстрогенемии
- реакциях на лекарственные препараты (чаще всего антигипертензивные средства)
- неврологических нарушениях.

При сахарном диабете, гипотиреозе и циррозе печени сиаладеноз резистентен к терапии.

#### Аденоматоидная гиперплазия малых слюнных желёз
Аденоматоидная гиперплазия малых слюнных желёз приводит к их увеличению до 0,5—3,0 см в диаметре. Причинами аденоматоидной гиперплазии являются травма и длительное воздействие ионизирующей радиации. Ацинусы при этом увеличиваются, но их внутренняя структура не нарушается.

#### Онкоцитоз
Онкоцитоз — возрастные изменения секреторных клеток и эпителия протоков слюнных желёз. Клетки увеличиваются, цитоплазма их становится обильной и содержит множество эозинофильных гранул. Цитоплазматические гранулы представляют собой клеточные органеллы, прежде всего митохондрии, количество которых значительно возрастает (гиперплазия митохондрий). Такие клетки называются онкоцитами. Слюнные железы при этом могут слегка увеличиваться, но обычно величина их не меняется.